# 우아즈 헌터

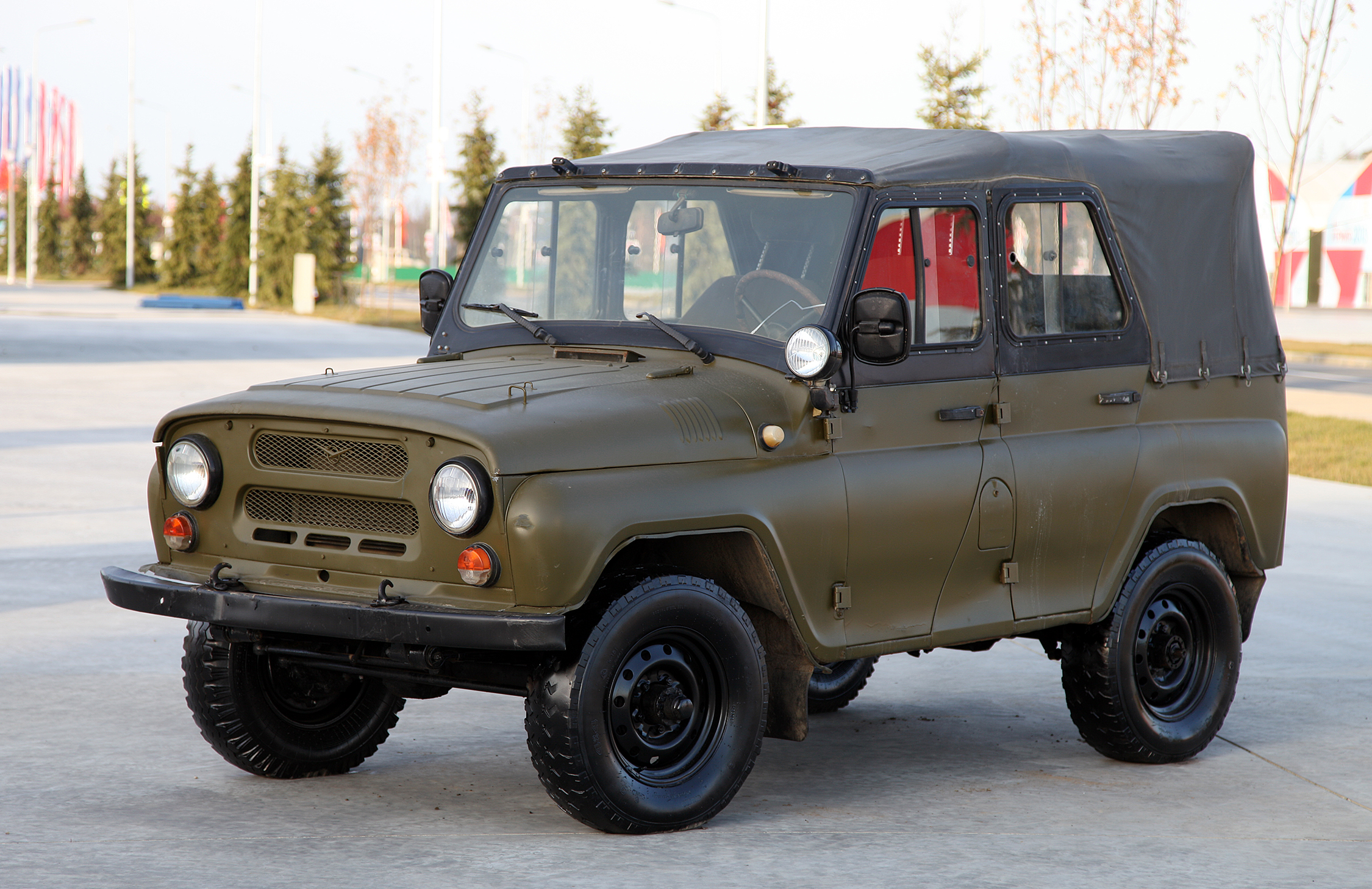

우아즈 헌터 및 우아즈 469/3151은 러시아의 UAZ에서 생산 중인 소형 SUV이다.

## 1세대
1971년에 UAZ-69를 대체하는 차종으로 출시되었으며, 개발 당시에는 내구성을 위주로 하여 설계되었다.

## 같이 보기
- 윌리스 MB